# 作田右手雄
作田 右手雄（さくた うたお、1866年1月12日 - 不明）は、日本の裁判官。

## 略歴
- 1866年 – 山口県佐波郡防府町にて出生。周陽学舎に学び、大阪、東京に遊学。
- 1888年 – 明治法律学校入学
- 1890年 - 明治法律学校卒業、文官高等試験に及第し、司法官試補に任ぜられる。
- 1892年 – 検事となり、高知・大阪・高松地方裁判所、下関・尾道区裁判所に赴任。
- 1902年 – 大阪地方裁判所検事、小倉区裁判所検事
- 1904年 – 長崎控訴院検事
- 1913年 – 大審院検事

## 参考
- 井関九郎編『現代防長人物史』（マツノ書店　1987）

| スタブアイコン | サブスタブ | この項目は、まだ閲覧者の調べものの参照としては役立たない、人物に関連した書きかけの項目です。この項目を加筆・訂正などしてくださる協力者を求めています（P:人物伝/PJ:人物伝）。 |